# Уэр (округ)
Уэр (англ. Ware County) — округ штата Джорджия, США. Население округа на 2000 год составляло 35 483 человек. Административный центр округа — город Уэйкросс. Есть аэропорт.

## История
Округ Уэр основан в 1824 году.

## География
Округ занимает площадь 2338.8 км2.

## Демография
Согласно Бюро переписи населения США, в округе Уэр в 2000 году проживало 35 483 человек. 64,3% жителей старше 55 лет. Плотность населения составляла 15.2 человек на квадратный километр.